# (10543) Klee
(10543) Klee ist ein Asteroid des inneren Hauptgürtels, der vom deutschen Astronomen Freimut Börngen am 27. Februar 1992 an der Thüringer Landessternwarte Tautenburg (IAU-Code 033) entdeckt wurde. Eine unbestätigte Sichtung des Asteroiden hatte es vorher schon im Oktober 1980 unter der vorläufigen Bezeichnung 1980 TL7 am Krim-Observatorium in Nautschnyj gegeben.
Der italienische Astronom Vincenzo Zappalà definiert in einer Publikation von 1995 (et al.) eine Zugehörigkeit von (10543) Klee zur Flora-Familie, einer großen Gruppe von Asteroiden, die nach (8) Flora benannt ist. Asteroiden dieser Familie bewegen sich in einer Bahnresonanz von 4:9 mit dem Planeten Mars um die Sonne. Die Gruppe wird auch Ariadne-Familie genannt, nach dem Asteroiden (43) Ariadne. Nach der SMASS-Klassifikation (Small Main-Belt Asteroid Spectroscopic Survey) wurde bei einer spektroskopischen Untersuchung von Gianluca Masi, Sergio Foglia und Richard P. Binzel bei (10543) Klee von einer hellen Oberfläche ausgegangen, es könnte sich also, grob gesehen, um einen S-Asteroiden handeln.
Die Bahnelemente von (10543) Klee sind fast identisch mit denjenigen des kleineren, wenn man von der Absoluten Helligkeit von 14,4 gegenüber 15,9 ausgeht, Asteroiden (107505) 2001 DK49.
Die Bahn von (10543) Klee wurde 1999 gesichert, so dass eine Nummerierung vergeben werden konnte. Der Asteroid wurde am 23. November desselben Jahres auf Vorschlag von Freimut Börngen nach dem Maler und Grafiker Paul Klee benannt.